# Скарлат Гика
Скарлат Гика (молд. и рум. Скарлат Гика; 1715—1766, Бухарест) — господарь Молдавского княжества в 1757—1758 годах. Дважды князь Валахии (август 1758 — 5 июня 1761, 18 августа 1765 — 2 декабря 1766). Из рода Гика.

## История
Скарлат Гика является старшим сыном принца Григория Гика II и его жены Зои Манос из фанариотов. Его младшим братом является Матей Гика .
Скарлат Гика получает трон Молдавии 2 марта 1757 после отставки Константина Раковица.
Скарлат Гика умер в Бухаресте 2 декабря 1766 года и был похоронен в монастыре святого Спиридона в этом городе.